# Senatorowie dożywotni we Włoszech

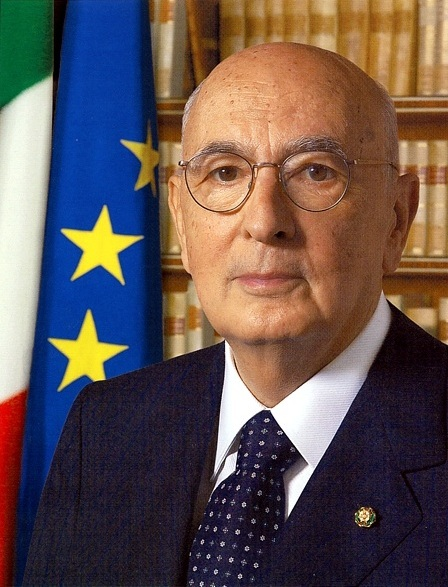
Giorgio Napolitano – zrezygnował z mandatu senatora dożywotniego w związku z wyborem na urząd prezydenta Republiki Włoskiej. Po rezygnacji z tego stanowiska powrócił do Senatu

Senatorowie dożywotni we Włoszech (wł. Senatore a vita) są członkami Senatu, wyższej izby Parlamentu Włoch.
Instytucję senatorów dożywotnich wprowadziła uchwalona przez konstytuantę Konstytucja Włoch z 27 grudnia 1947. Przepis art. 59 tego aktu prawnego przewidział dwa rodzaje senatorów dożywotnich – z urzędu i z mianowania. Z mocy prawa staje się nim każdy były prezydent Republiki Włoskiej (art. 59 zdanie pierwsze). Ponadto prezydent może powierzyć godność senatora dożywotniego pięciu obywatelom w uznaniu ich zasług dla kraju w sferze społecznej, naukowej, artystycznej lub literackiej (art. 59 zdanie drugie).
Wątpliwości budziła wykładnia zdania drugiego art. 59 odnoszącego się do senatorów dożywotnich z mianowania, dotyczyły one kwestii interpretacji liczby senatorów. Luigi Einaudi łącznie mianował ośmiu senatorów, jednak każdorazowo liczba senatorów z mianowania nie przekraczała pięciu. Kolejni prezydenci nominowali senatorów w taki sposób, że łączna liczba senatorów z mianowania aktualnie zasiadających w Senacie nie przekraczała pięciu. Trend ten zmienił się w czasach Sandra Pertiniego i jego trzech następców – każdy z nich nominował po pięciu senatorów dożywotnich, niezależnie od liczby urzędujących senatorów powołanych przez poprzedników. W 2020 w poprawce do tego przepisu (przyjętej w referendum) wprowadzono ostatecznie doprecyzowanie, że liczba urzędujących w danym czasie senatorów z mianowania nie może przekraczać pięciu.
Spośród prezydentów Republiki Włoskiej z prerogatywy mianowania senatora dożywotniego ani razu nie skorzystali Enrico De Nicola i Oscar Luigi Scalfaro.
Wszyscy byli prezydenci Włoch sprawowali mandat senatora do czasu swojej śmierci. Francesco Cossiga 27 listopada 2006 zadeklarował rezygnację z tej funkcji, którą jednak w głosowaniu z 31 stycznia 2007 Senat odrzucił większością 178 głosów „przeciw” przy 100 głosach „za”. W przypadku senatorów mianowanych jeden raz doszło do rezygnacji z nominacji – dyrygent Arturo Toscanini ogłosił tę decyzję już dzień po jej otrzymaniu. Dwie osoby zaprzestały wykonywania mandatu w związku z wyborem przez specjalne kolegium na urząd prezydenta. Z tego powodu z godności senatora dożywotniego zrezygnowali Giovanni Leone (prezydent w latach 1971–1978) i Giorgio Napolitano (prezydent w latach 2006–2015). Obaj po zakończeniu urzędowania powrócili do Senatu jako senatorzy dożywotni z mocy prawa.
Według stanu na 2023 mandaty senatorów dożywotnich wykonuje pięciu senatorów z mianowania. We wrześniu 2023 zmarł ostatni z zasiadających w izbie byłych prezydentów – Giorgio Napolitano.

## Lista senatorów dożywotnich

### Byli prezydenci Republiki Włoskiej
| Prezydent            | Zdjęcie              | Objęcie mandatu  | Wygaśnięcie mandatu          | Źródło |
| -------------------- | -------------------- | ---------------- | ---------------------------- | ------ |
| Enrico De Nicola     | Enrico De Nicola     | 12 maja 1948     | 1 października 1959 (zmarł)  | [ 7 ]  |
| Luigi Einaudi        | Luigi Einaudi        | 11 maja 1955     | 30 października 1961 (zmarł) | [ 8 ]  |
| Giovanni Gronchi     | Giovanni Gronchi     | 11 maja 1962     | 17 października 1978 (zmarł) | [ 9 ]  |
| Antonio Segni        | Antonio Segni        | 6 grudnia 1964   | 1 grudnia 1972 (zmarł)       | [ 10 ] |
| Giuseppe Saragat     | Giuseppe Saragat     | 29 grudnia 1971  | 11 czerwca 1988 (zmarł)      | [ 11 ] |
| Giovanni Leone       | Giovanni Leone       | 15 czerwca 1978  | 9 listopada 2001 (zmarł)     | [ 12 ] |
| Sandro Pertini       | Sandro Pertini       | 2 czerwca 1985   | 24 lutego 1990 (zmarł)       | [ 13 ] |
| Francesco Cossiga    | Francesco Cossiga    | 28 kwietnia 1992 | 17 sierpnia 2010 (zmarł)     | [ 14 ] |
| Oscar Luigi Scalfaro | Oscar Luigi Scalfaro | 15 maja 1999     | 29 stycznia 2012 (zmarł)     | [ 15 ] |
| Carlo Azeglio Ciampi | Carlo Azeglio Ciampi | 15 maja 2006     | 16 września 2016 (zmarł)     | [ 16 ] |
| Giorgio Napolitano   | Giorgio Napolitano   | 14 stycznia 2015 | 22 września 2023 (zmarł)     | [ 17 ] |

### Senatorowie dożywotni z mianowania
| Nominujący           | Senator                | Profesja lub funkcja                                                                       | Data nominacji       | Uzasadnienie                            | Wygaśnięcie mandatu                                        | Źródło        |
| -------------------- | ---------------------- | ------------------------------------------------------------------------------------------ | -------------------- | --------------------------------------- | ---------------------------------------------------------- | ------------- |
| Luigi Einaudi        | Guido Castelnuovo      | matematyk                                                                                  | 5 grudnia 1949       | zasługi naukowe                         | 27 kwietnia 1952 (zmarł)                                   | [ 18 ] [ 19 ] |
| Luigi Einaudi        | Arturo Toscanini       | dyrygent                                                                                   | 5 grudnia 1949       | zasługi artystyczne                     | 6 grudnia 1949 (rezygnacja)                                | [ 20 ] [ 19 ] |
| Luigi Einaudi        | Pietro Canonica        | rzeźbiarz i kompozytor                                                                     | 1 grudnia 1950       | zasługi artystyczne                     | 8 czerwca 1959 (zmarł)                                     | [ 21 ] [ 19 ] |
| Luigi Einaudi        | Gaetano De Sanctis     | historyk specjalizujący się w tematyce starożytności                                       | 1 grudnia 1950       | zasługi naukowe                         | 9 kwietnia 1957 (zmarł)                                    | [ 22 ] [ 19 ] |
| Luigi Einaudi        | Pasquale Jannaccone    | ekonomista                                                                                 | 1 grudnia 1950       | zasługi naukowe                         | 22 grudnia 1959 (zmarł)                                    | [ 23 ] [ 19 ] |
| Luigi Einaudi        | Carlo Alberto Salustri | poeta znany pod pseudonimem Trilussa                                                       | 1 grudnia 1950       | zasługi literackie i artystyczne        | 21 grudnia 1950 (zmarł)                                    | [ 24 ] [ 19 ] |
| Luigi Einaudi        | Luigi Sturzo           | duchowny katolicki, inicjator chadeckiej Włoskiej Partii Ludowej                           | 17 września 1952     | zasługi naukowe i społeczne             | 8 sierpnia 1959 (zmarł)                                    | [ 25 ] [ 19 ] |
| Luigi Einaudi        | Umberto Zanotti Bianco | archeolog                                                                                  | 17 września 1952     | zasługi naukowe i społeczne             | 28 sierpnia 1963 (zmarł)                                   | [ 26 ] [ 19 ] |
| Giovanni Gronchi     | Giuseppe Paratore      | polityk, minister i przewodniczący Senatu                                                  | 9 listopada 1957     | zasługi naukowe i społeczne             | 26 lutego 1967 (zmarł)                                     | [ 27 ] [ 28 ] |
| Antonio Segni        | Cesare Merzagora       | polityk, minister i przewodniczący Senatu                                                  | 2 marca 1963         | zasługi społeczne                       | 1 maja 1991 (zmarł)                                        | [ 29 ] [ 30 ] |
| Antonio Segni        | Ferruccio Parri        | polityk, działacz ruchu oporu, premier i minister                                          | 2 marca 1963         | zasługi społeczne                       | 8 grudnia 1981 (zmarł)                                     | [ 31 ] [ 30 ] |
| Antonio Segni        | Meuccio Ruini          | polityk, prawnik, działacz ruchu oporu i współtwórca Konstytucji Włoch                     | 2 marca 1963         | zasługi społeczne                       | 6 marca 1970 (zmarł)                                       | [ 32 ] [ 30 ] |
| Giuseppe Saragat     | Vittorio Valletta      | przedsiębiorca, długoletni prezes koncernu motoryzacyjnego FIAT                            | 28 listopada 1966    | zasługi społeczne                       | 10 sierpnia 1967 (zmarł)                                   | [ 33 ] [ 34 ] |
| Giuseppe Saragat     | Eugenio Montale        | poeta                                                                                      | 13 czerwca 1967      | zasługi literackie i artystyczne        | 12 września 1981 (zmarł)                                   | [ 35 ] [ 34 ] |
| Giuseppe Saragat     | Giovanni Leone         | polityk, premier i przewodniczący Izby Deputowanych                                        | 27 sierpnia 1967     | zasługi naukowe i społeczne             | 24 grudnia 1971 (wybrany na prezydenta Republiki Włoskiej) | [ 12 ] [ 34 ] |
| Giuseppe Saragat     | Pietro Nenni           | polityk, wicepremier i minister, lider Włoskiej Partii Socjalistycznej                     | 25 listopada 1970    | zasługi społeczne                       | 1 stycznia 1980 (zmarł)                                    | [ 36 ] [ 34 ] |
| Giovanni Leone       | Amintore Fanfani       | polityk, premier i minister, lider Chrześcijańskiej Demokracji                             | 10 marca 1972        | zasługi naukowe i społeczne             | 20 listopada 1999 (zmarł)                                  | [ 37 ] [ 38 ] |
| Sandro Pertini       | Leo Valiani            | polityk, działacz ruchu oporu, dziennikarz                                                 | 12 stycznia 1980     | zasługi społeczne                       | 18 września 1999 (zmarł)                                   | [ 39 ] [ 40 ] |
| Sandro Pertini       | Eduardo De Filippo     | aktor teatralny i filmowy, reżyser                                                         | 26 września 1981     | zasługi literackie i artystyczne        | 31 października 1984 (zmarł)                               | [ 41 ] [ 40 ] |
| Sandro Pertini       | Camilla Ravera         | polityk, współzałożycielka Włoskiej Partii Komunistycznej                                  | 8 stycznia 1982      | zasługi społeczne                       | 14 kwietnia 1988 (zmarła)                                  | [ 42 ] [ 40 ] |
| Sandro Pertini       | Carlo Bo               | krytyk literacki, wieloletni rektor Uniwersytetu w Urbino                                  | 18 lipca 1984        | zasługi literackie                      | 21 lipca 2001 (zmarł)                                      | [ 43 ] [ 40 ] |
| Sandro Pertini       | Norberto Bobbio        | prawnik, działacz ruchu oporu                                                              | 18 lipca 1984        | zasługi naukowe                         | 9 stycznia 2004 (zmarł)                                    | [ 44 ] [ 40 ] |
| Francesco Cossiga    | Giovanni Spadolini     | polityk, premier i minister, lider republikanów                                            | 2 maja 1991          | zasługi naukowe, literackie i społeczne | 4 sierpnia 1994 (zmarł)                                    | [ 45 ] [ 46 ] |
| Francesco Cossiga    | Gianni Agnelli         | przedsiębiorca, główny akcjonariusz koncernu motoryzacyjnego FIAT                          | 1 czerwca 1991       | zasługi społeczne                       | 24 stycznia 2003 (zmarł)                                   | [ 47 ] [ 46 ] |
| Francesco Cossiga    | Giulio Andreotti       | polityk, premier i minister                                                                | 1 czerwca 1991       | zasługi społeczne i literackie          | 6 maja 2013 (zmarł)                                        | [ 48 ] [ 46 ] |
| Francesco Cossiga    | Francesco De Martino   | polityk, wicepremier i minister, lider Włoskiej Partii Socjalistycznej                     | 1 czerwca 1991       | zasługi naukowe, literackie i społeczne | 18 listopada 2002 (zmarł)                                  | [ 49 ] [ 46 ] |
| Francesco Cossiga    | Paolo Emilio Taviani   | polityk, działacz ruchu oporu, minister, lider Chrześcijańskiej Demokracji                 | 1 czerwca 1991       | zasługi naukowe i społeczne             | 18 czerwca 2001 (zmarł)                                    | [ 50 ] [ 46 ] |
| Carlo Azeglio Ciampi | Rita Levi-Montalcini   | neurobiolog, laureatka Nagrody Nobla w dziedzinie medycyny                                 | 1 sierpnia 2001      | zasługi naukowe i społeczne             | 30 grudnia 2012 (zmarła)                                   | [ 51 ] [ 52 ] |
| Carlo Azeglio Ciampi | Emilio Colombo         | polityk, premier i minister                                                                | 14 stycznia 2003     | zasługi społeczne                       | 24 czerwca 2013 (zmarł)                                    | [ 53 ] [ 52 ] |
| Carlo Azeglio Ciampi | Mario Luzi             | poeta                                                                                      | 14 października 2004 | zasługi literackie i artystyczne        | 28 lutego 2005 (zmarł)                                     | [ 54 ] [ 52 ] |
| Carlo Azeglio Ciampi | Giorgio Napolitano     | polityk, przewodniczący Izby Deputowanych i minister                                       | 23 września 2005     | zasługi społeczne                       | 15 maja 2006 (wybrany na prezydenta Republiki Włoskiej)    | [ 55 ] [ 52 ] |
| Carlo Azeglio Ciampi | Sergio Pininfarina     | przedsiębiorca, wieloletni prezes rodzinnego przedsiębiorstwa konstrukcyjnego Pininfarina  | 23 września 2005     | zasługi społeczne                       | 3 lipca 2012 (zmarł)                                       | [ 56 ] [ 52 ] |
| Giorgio Napolitano   | Mario Monti            | ekonomista i polityk, komisarz europejski                                                  | 9 listopada 2011     | zasługi naukowe i społeczne             | urzęduje                                                   | [ 57 ]        |
| Giorgio Napolitano   | Claudio Abbado         | dyrygent i pianista związany m.in. z La Scalą, London Symphony Orchestra i Operą Wiedeńską | 30 sierpnia 2013     | zasługi artystyczne                     | 20 stycznia 2014 (zmarł)                                   | [ 58 ]        |
| Giorgio Napolitano   | Elena Cattaneo         | wykładowczyni akademicka, neurobiolog                                                      | 30 sierpnia 2013     | zasługi naukowe                         | urzęduje                                                   | [ 58 ]        |
| Giorgio Napolitano   | Renzo Piano            | architekt, laureat Nagrody Pritzkera                                                       | 30 sierpnia 2013     | zasługi artystyczne                     | urzęduje                                                   | [ 58 ]        |
| Giorgio Napolitano   | Carlo Rubbia           | fizyk, laureat Nagrody Nobla w dziedzinie fizyki                                           | 30 sierpnia 2013     | zasługi naukowe                         | urzęduje                                                   | [ 58 ]        |
| Sergio Mattarella    | Liliana Segre          | działaczka społeczna, ocalała z Holokaustu                                                 | 19 stycznia 2018     | zasługi społeczne                       | urzęduje                                                   | [ 59 ]        |